# Жулидово
Жулидово — железнодорожная станция Приволжской железной дороги на линии Урбах — Ершов.
Станция Жулидово относится к Саратовскому отделению дороги.
Линия не электрифицирована, пассажирское движение обслуживается тепловозами Приволжской дороги серии ТЭП70, ТЭП70БС приписки ТЧ Саратов, грузовое движение тепловозами 2ТЭ10М, 2ТЭ10МК ТЧ Ершов.
На станции производится продажа билетов на пассажирские поезда.
Ближайшие станции: Плёс и Ершов.